# Gunów-Wilków
Gunów-Wilków – wieś w Polsce położona w województwie świętokrzyskim, w powiecie kazimierskim, w gminie Kazimierza Wielka.
W latach 1975–1998 miejscowość administracyjnie należała do województwa kieleckiego.
Wierni kościoła rzymskokatolickiego należą do parafii pw. św. Mikołaja w Małoszowie.

## Części wsi
| SIMC    | Nazwa          | Rodzaj    |
| ------- | -------------- | --------- |
| 0241637 | Bielany        | część wsi |
| 0241643 | Jaźwina        | część wsi |
| 0241650 | Ośrodek        | część wsi |
| 0241666 | Podkamieńczyce | część wsi |
| 0241672 | Podwikle       | część wsi |
| 0241689 | Wilków         | część wsi |

## Historia
Według dokumentu z 1276 roku wieś stanowiła własność klasztoru w Brzesku. W 1337 roku brzeski opat, Świętosław sprzedał za 60 grzywien sołectwo w Gunowie. Od połowy XV wieku dziesięcina z miejscowości szła na utrzymanie prebendy krakowskiej. Według danych z 1827 roku było tu 37 domów oraz 219 mieszkańców. W 1881 roku wieś należała do parafii Skalbmierz, od 1934 – do parafii Małoszów.

## Zabytki
- Figurka przydrożna, kamienna, z 1933 roku, przedstawia rzeźbę Matki Boskiej z Dzieciątkiem na ręku stojącą na filarowym postumencie, obie postacie mają korony na głowach a Matka Boska trzyma berło. Napis na filarze Królowo Polski módl się za nami. Fundacja Romana i Anny Magnesów. Wykonana przez tamtejszego artystę  Kazimierza Rogalę.
- Figurka kamienna, z lat 20. XX wieku, przedstawia rzeźbę Matki Boskiej na filarowym postumencie, napis na filarze częściowo nieczytelny, data 192?. Wykonana przez tamtejszego artystę Kazimierza Rogalę.
- Figurka kamienna wśród pół uprawnych.

## Inne obiekty
- Remiza OSP założona w 1959 roku.